# Mělnické Vtelno
Mělnické Vtelno (en allemand : Wtelno bei Melnik) est une commune du district de Mělník, dans la région de Bohême-Centrale, en République tchèque. Sa population s'élevait à 993 habitants en 2020.

## Géographie
Mělnické Vtelno se trouve à 17 km au sud-ouest de Mladá Boleslav, à 16 km à l'est de Mělník et à 36 km au nord-nord-est du centre de Prague.
La commune est limitée par Řepín et Chorušice au nord, par Velké Všelisy au nord-est, par Kropáčova Vrutice au sud-est et au sud, par Byšice au sud-ouest et par Hostín à l'ouest.

## Histoire
La première mention écrite de la localité date de 1352.

## Administration
La commune se compose de trois quartiers :
- Mělnické Vtelno
- RadouňVysoká
- Libeň